# A Place to Stand
Pour plus de détails, voir Fiche technique et Distribution.
A Place to Stand est un court métrage canadien réalisé en 1967 par Christopher Chapman pour le pavillon de l'Ontario lors de l'Exposition universelle de 1967.
Il a remporté l'Oscar du meilleur court métrage en prises de vues réelles en 1968.
Le tournage s'est déroulé sur deux années. Le film a été projeté sur un écran de 20 m de large sur 9 m de haut, en utilisant la technique des écrans multiples, certaines séquences représentant les différents aspects de l'Ontario avec des points de vue de paysages en prise de vue aérienne.
Le film a été vu par 2 millions de spectateurs durant l'expo, et a été présenté par la suite en salles au Canada, aux États-Unis et en Europe. Ce film a été précurseur dans l'utilisation des écrans multiples, et a favorisé la création de l'IMAX.

## Fiche technique
- Réalisation, production, caméra, montage : Christopher Chapman
- Trame sonore : Dolores Claman et Jerry Toth (en)
- Musique : A Place to Stand, a Place to Grow (en)
- Production : Ministère de l’Économie et du Développement de l’Ontario (en), Columbia Pictures Corporation
- Format : 70 mm
- Durée : 17 minutes
- Date de sortie : 28 avril 1967

## Distinctions
Le film est nommé pour deux Oscars, meilleur court métrage documentaire et meilleur court métrage en prises de vues réelles, remportant le dernier.